# Буртасинское сельское поселение
Бурта́синское се́льское поселе́ние (чув. Пӑртас ял тӑрӑхӗ) — муниципальное образование в Вурнарском районе Чувашии Российской Федерации.
Административный центр — деревня Буртасы.

## История
Статус и границы сельского поселения установлены Законом Чувашской Республики от 24 ноября 2004 года № 37 «Об установлении границ муниципальных образований Чувашской Республики и наделении их статусом городского, сельского поселения, муниципального района и городского округа».

## Население
| 2010  | 2012  | 2013  | 2014  | 2015  | 2016  | 2017  |
| ----- | ----- | ----- | ----- | ----- | ----- | ----- |
| 1469  | ↘1427 | ↘1401 | ↘1384 | ↗1386 | ↘1349 | ↘1310 |
| 2018  | 2019  | 2020  | 2021  |       |       |       |
| ↘1289 | ↘1240 | ↘1214 | ↘1188 |       |       |       |

## Состав сельского поселения
| № | Населённый пункт | Тип населённого пункта          | Население |
| - | ---------------- | ------------------------------- | --------- |
| 1 | Буртасы          | деревня, административный центр | ↗1275     |
| 2 | Волонтер         | деревня                         | ↗79       |
| 3 | Киберли          | деревня                         | ↗60       |
| 4 | Лесные Шигали    | деревня                         | ↘14       |
| 5 | Пинер-Айгиши     | деревня                         | ↗42       |
| 6 | Чаркли           | разъезд                         | ↗193      |